# Nudobius lentus
Nudobius lentus är en skalbaggsart som först beskrevs av Johann Ludwig Christian Gravenhorst 1806.  Nudobius lentus ingår i släktet Nudobius, och familjen kortvingar. Arten är reproducerande i Sverige.